# Automolis wittei
Automolis wittei là một loài bướm đêm thuộc phân họ Arctiinae, họ Erebidae.